# Saenu
Saenu of Saenuvax was een de edelen van de Iceni die in de eerste eeuw van onze jaartelling in opstand kwamen tegen de Romeinen die toen begonnen waren Britannia te veroveren. In 47 leidt hij samen met Aesu een opstand tegen de Romeinse gouverneur Ostorius Scapula. Beide delven het onderspit en Prasutagus wordt als pro-Romeinse vorst over de Iceni aangesteld.

## Bron
Aesunos en Saenuvax op roman-britain.org